# Calinaga buddha

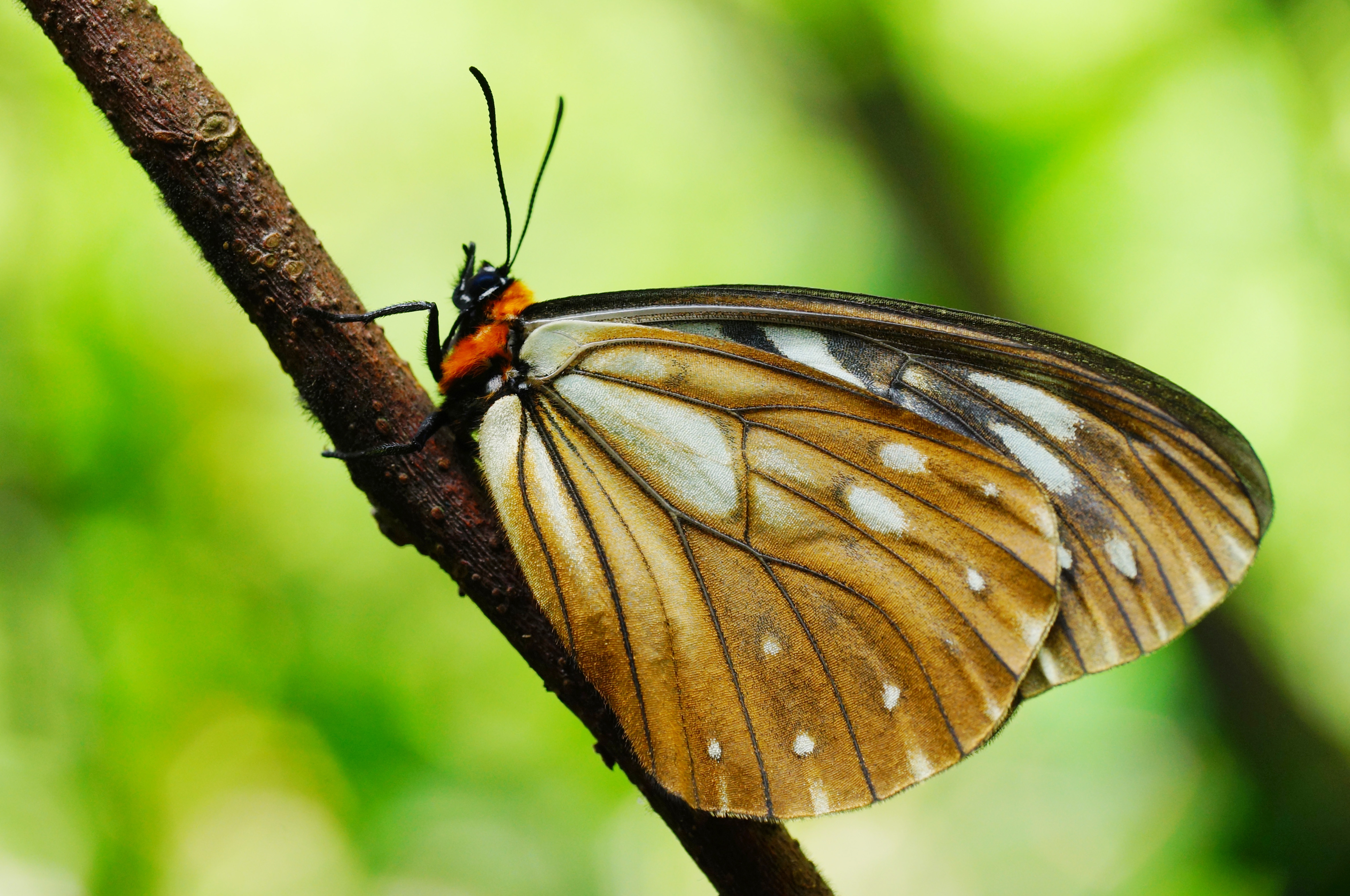
Flügelunterseite

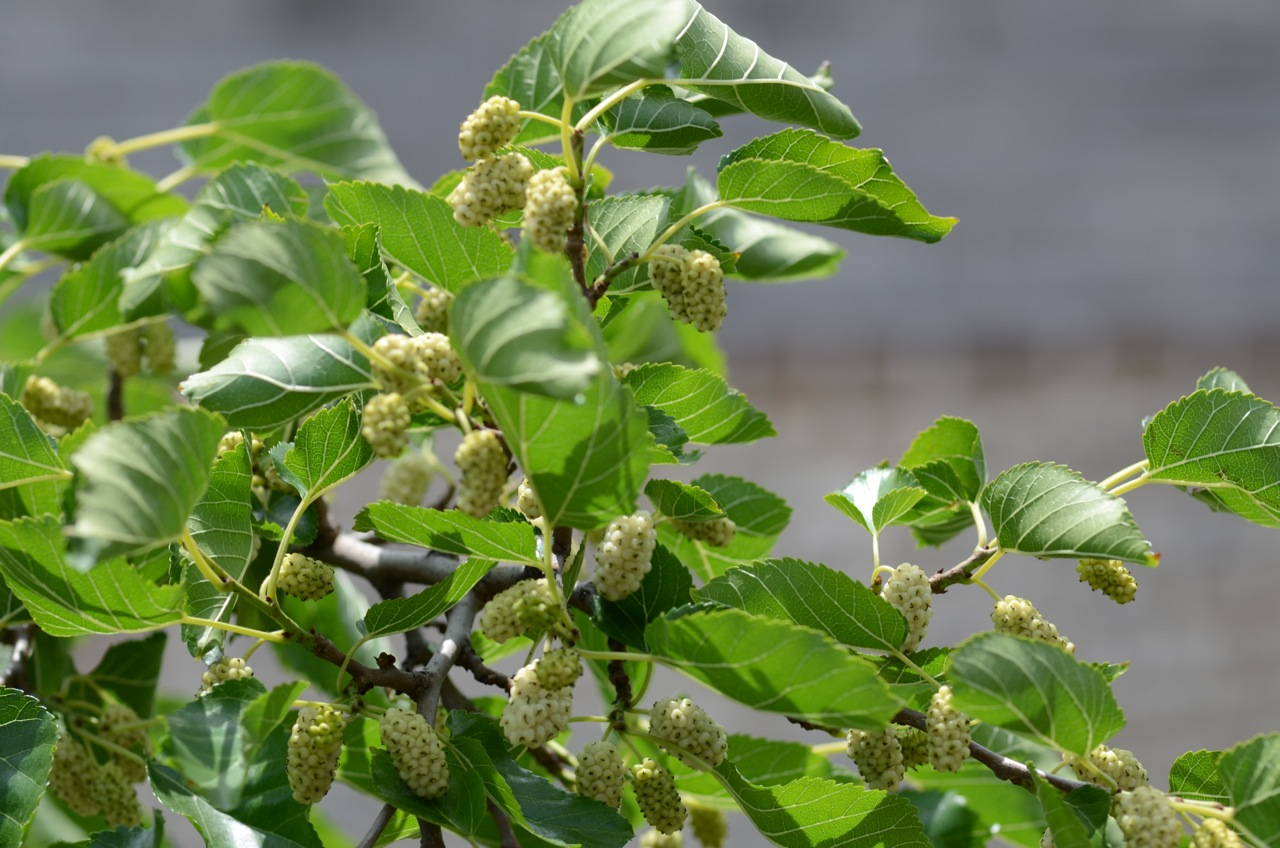
Morus alba, eine Nahrungspflanze der Raupen

Calinaga buddha ist ein in Asien vorkommender Schmetterling (Tagfalter) aus der Familie der Edelfalter (Nymphalidae).

## Merkmale

### Falter
Die Flügelspannweite der Falter beträgt 95 bis 102 Millimeter. Die Flügeloberseiten zeigen bei beiden Geschlechtern eine schwarzgraue Grundfarbe. Zwischen den deutlich hervortretenden schwarzen Adern befindet sich eine weißliche Fleckenzeichnung. Der Apex ist stark gerundet. Der Bereich des Analwinkels auf der Hinterflügeloberseite ist zuweilen gelblich gefärbt. Auf den gelbbraunen Flügelunterseiten ist die weißliche Zeichnung der Oberseiten etwas blasser. Auffällig ist der orangerot bis zimtrot behaarte Prothorax.

### Raupe
Ausgewachsene Raupen sind grün gefärbt und auf der Körperoberfläche mit vielen kleinen weißlichen Punkten und kurzen Härchen überzogen. Besonders auffallend sind zwei weißlich behaarte schwarze Hörner am rot gefärbten Kopf.

### Puppe
Die Puppe hat eine grasgrüne Farbe und eine ballonähnliche Form. Sie ist als Stürzpuppe ausgebildet und wird an Zweigen befestigt.

### Ähnliche Arten
Calinaga davidis unterscheidet sich durch das insgesamt blass rauchgraue Erscheinungsbild.

## Vorkommen, Unterarten und Lebensraum
Das Verbreitungsgebiet der Art erstreckt sich vom Osten Indiens, bis nach Burma und in den Südosten Chinas. Sie kommt auch auf Taiwan vor. In den einzelnen Vorkommensgebieten werden derzeit sechs Unterarten geführt. Calinaga buddha besiedelt Waldgebiete in Höhenlagen zwischen 1000 und 2000 Metern.

## Lebensweise
Die Falter sind im Frühjahr anzutreffen. Sie saugen gerne Flüssigkeiten vom feuchten Erdreich. Gelegentlich besuchen sie auch Blüten. Die Raupen ernähren sich von den Blättern der Weißen Maulbeere (Morus alba) sowie von Morus australis und Morus acidosa. Sie verstecken sich während der Fresspausen, indem sie die Seite eines Blattes anschneiden und falten, wodurch sie einen schlauchförmigen Unterschlupf bilden, der bei den ausgewachsenen Raupen zusätzlich mit Seidenfäden versponnen wird.